# Haley Mendez
Haley Mendez (* 16. August 1993 in New York City) ist eine ehemalige US-amerikanische Squashspielerin.

## Karriere
Haley Mendez spielte 2009 erstmals auf der PSA World Tour und begann ihre professionelle Karriere schließlich im September 2016. Ihre beste Platzierung in der Weltrangliste erreichte sie mit Rang 36 im Januar 2022. 2017 stand sie in Riccione das einzige Mal in einem Finale der World Tour, das sie gegen Tinne Gilis in drei Sätzen verlor. Mit der US-amerikanischen Nationalmannschaft wurde sie 2016 und 2018 Panamerikameisterin. 2016 erreichte sie auch im Einzel das Finale, in dem sie Mariam Kamal unterlag und damit Vizepanamerikameister wurde. Im Mai 2023 beendete sie ihre Karriere.
Mendez schloss ein Studium im Hauptfach Human Evolutionary Biology mit cum laude an der Harvard University ab, für die sie auch im College Squash aktiv war. Bis 2023 studierte sie an der University of Chicago Booth School of Business. Sie ist mit dem englischen Squashspieler Nathan Lake verheiratet.

## Erfolge
- Vizepanamerikameisterin: 2016
- Panamerikameisterin mit der Mannschaft: 2016, 2018